# Taphrina athyrii
Taphrina athyrii  (лат.) — вид грибов рода тафрина (Taphrina) отдела аскомицеты (Ascomycota), паразит папоротников из семейства щитовниковые (Dryopteridaceae). Вызывает появление пятен на листочках вай.

## Описание
Пятна на растении диаметром до 6 мм, обычно расположены вблизи жилок, угловатые, желтовато-коричневые. Утолщения в местах поражения отсутствуют.
Мицелий развивается под кутикулой папоротника.
Сумчатый слой («гимений») имеет вид беловатого налёта с обеих сторон пятен, но более развит с нижней стороны. 
Аски восьмиспоровые, размерами (13)18—25×6—7(10) мкм, булавовидные, с усечённой, реже закруглённой верхушкой. Базальные клетки (см. в статье Тафрина) размерами 5—8×4,5—8 мкм, почти изодиаметрические.
Аскоспоры эллипсоидальные, 4—5×2—3 мкм, часто почкующиеся.

## Распространение и хозяева
Taphrina athyrii известна в Европе — на Британских островах, Скандинавском полуострове (Норвегия), в Швейцарии, а также в Азии — в Абхазии. 
Впервые гриб обнаружен в Абхазии близ Псху на щитовнике картузианском (Dryopteris carthusiana), также поражает щитовник мужской (Dryopteris filix-mas) и кочедыжник женский (Athyrium filix-femina)